# Björn A. Ling

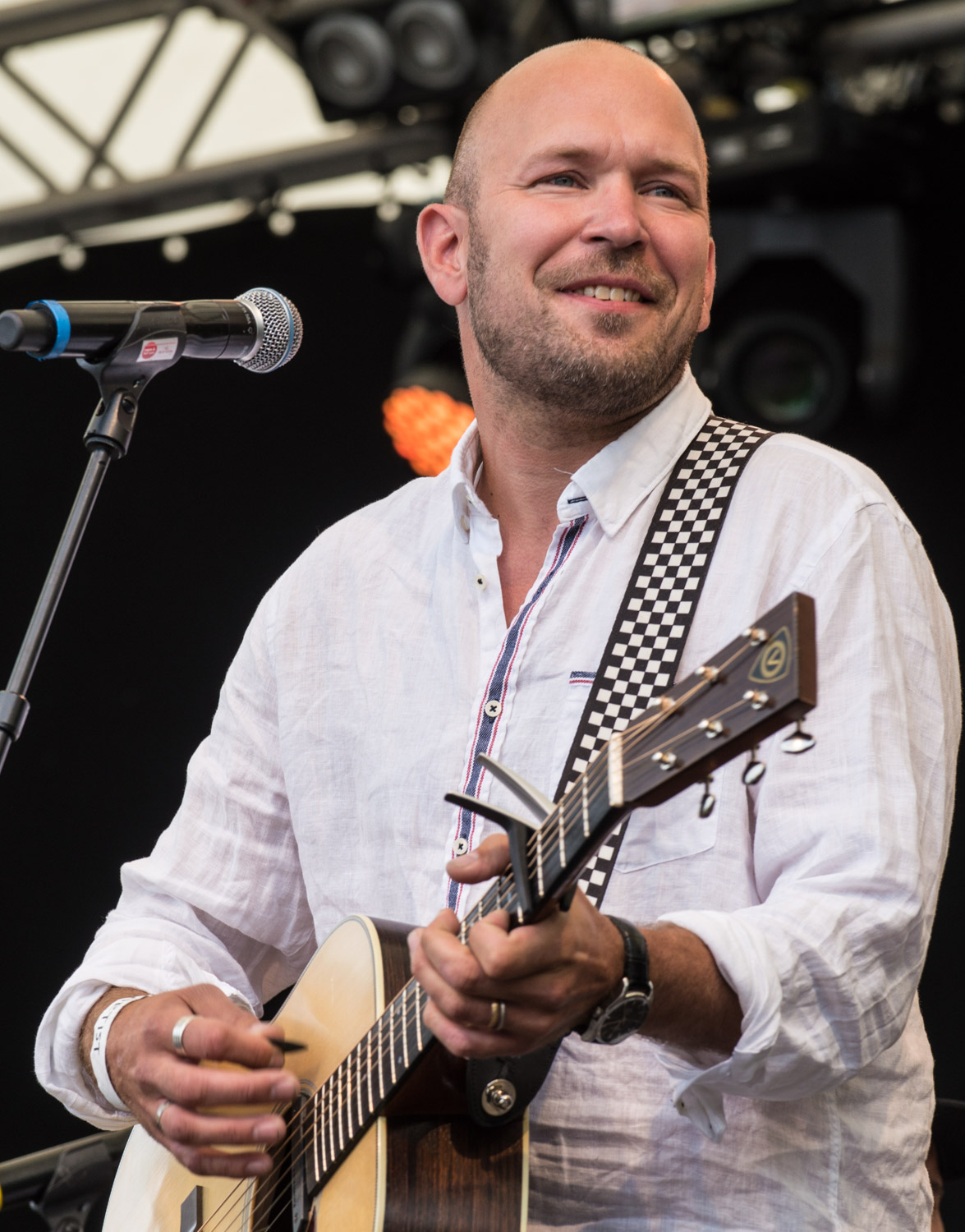
Björn Starrin på den värmländska musikfestivalen Putte i Parken i Kungsträdgården i Stockholm i juli 2015.

Björn Thomas Andersson Ling, ursprungligen Andersson, under en period Starrin, född 5 augusti 1974 i Karlstad, är en svensk sångare, musiker, pjäsförfattare, skådespelare och bandyspelare. Ling var medlem i showbandet The Starboys 1997-2013.
För rollen som Robin i Bröllopsfotografen nominerades Ling till en Guldbagge 2010 i kategorin Bästa manliga huvudroll.
Ling spelade bandy på elitnivå med bland andra Göta och Boltic.
Ling var programledare för SVT Värmlands regionala program "Eftersnack".

## TV och Film (ej komplett)
- 2003 – Smala Sussie
- 2005 – Tjenare kungen
- 2009 – Bröllopsfotografen[7]
- 2010 – Sweaty Beards[8]
- 2012 – Arne Dahl: De största vatten (TV-serie)
- 2012 – Mammas pojkar
- 2013 – Studentfesten
- 2015 – Ack Värmland (TV-serie)
- 2017 – Ack Värmland (TV-serie)
- 2020 – Morden i Sandhamn (TV-serie)
- 2022 – Värmländsk Voodoo (Humorföreställning) [9]
- 2026 – Grannfejden